# Fort I w Poznaniu
Fort I (Röder, Krzysztofa Żegockiego) – jeden z 18 fortów wchodzących w skład Twierdzy Poznań. Znajduje się na Starołęce przy ulicy Książęcej.

## Historia
Został zbudowany w latach 1878–ok. 1882, w pierwszym etapie budowy twierdzy fortowej. 1 listopada 1878, po prawie 11 miesiącach opracowywania dokumentacji, projekt został zatwierdzony. Wykonawcą robót była firma Baugesellschaft C. Franke & Co. Podczas budowy, w 1881, dwukrotnie uzupełniano projekt w celu zwiększenia wartości bojowej fortu.
W 1902, po zniesieniu pierścienia twierdzy poligonalnej, fort otrzymał nazwę Röder (nazwę tę nosił wcześniej Bastion I Röder), na cześć generała Friedricha von Rödera. W 1931 zmieniono patronów na polskich, Fort I otrzymał imię Krzysztofa Żegockiego.
W 1945, podczas bitwy o Poznań, generał Mojsiejewski wyznaczył 1079 i 1081 pułk piechoty do zdobycia fortu. Natarcie nastąpiło z północy (walki i przeprawa przez Wartę w rejonie obrzyckiej cegielni) oraz z południa. Podczas walk doszło do eksplozji amunicji w prawym skrzydle bloku kazamatowego. Fort został otoczony 2 lutego 1945 i zdobyty następnego dnia w nocy.
Po wojnie obiekt był użytkowany jako magazyn. Mimo znacznych uszkodzeń prawej części bloku czoła oraz remiz, jest zachowany w dobrym stanie. Odnowiona została elewacja części koszarowej.
Teren fortu wchodzi w skład obszaru Natura 2000 (obszar specjalnej ochrony SOO „Fortyfikacje w Poznaniu”, symbol PLH300005), a wcześniej był użytkiem ekologicznym „Fort I – Starołęka”.

## Lokalizacja i konstrukcja

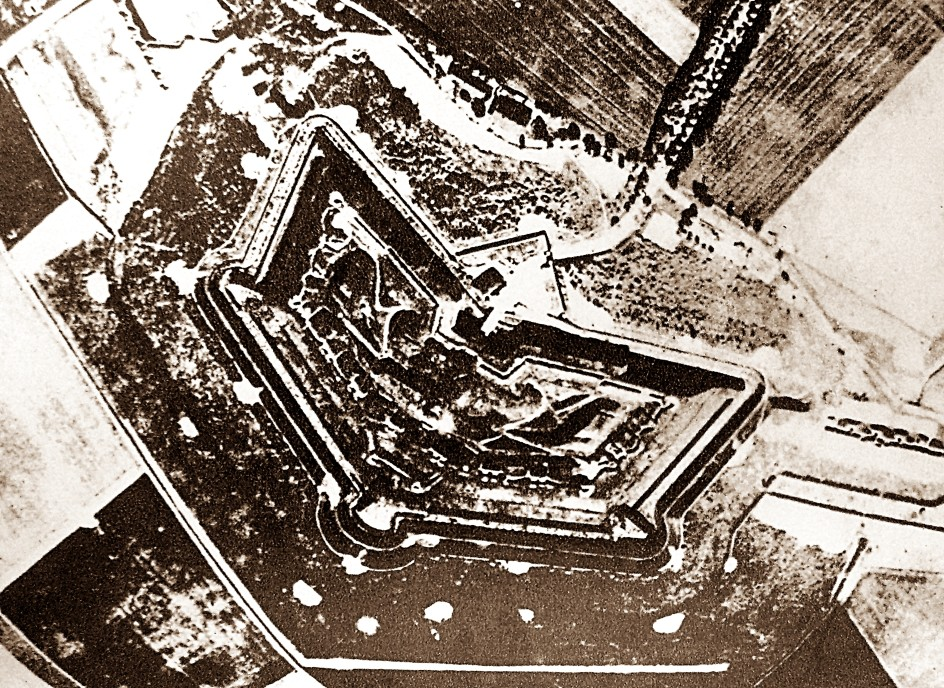
Fort I z lotu ptaka

Planowana lokalizacja fortu, na południe od Starołęki Małej (w kierunku Dominium Starołęka), została przesunięta na szczyt wzniesienia między linią kolejową Poznań–Kluczbork i drogą Poznań–Czapury. Dojazd zapewniała droga forteczna (ul. Książęca) i droga rokadowa (ul. Forteczna).
Fort otoczony jest suchą fosą, o murowanych skarpach i 3 kaponierach (czołowa i dwie barkowe).
Fort jest jednowałowy (czoło i barki), o rzucie sześciobocznym (spłaszczony pięciobok). Kąt między odcinkami czoła – 130°. Na wale zaprojektowane były stanowiska artylerii, rozdzielone 13 trawersami (służącymi m.in. za remizy artyleryjskie, schrony pogotowia). W 1878 roku na wybudowano dwa stanowiska dla armat 15 cm R.K. w lewym narożu czołowo-barkowym i w prawym szyjowo-barkowym. Amunicja dostarczana była dwoma windami amunicyjnymi, a komunikacja ze stanowiskami realizowana była 4 klatkami schodowymi.
W centralnej części szyi znajdowały się koszary z izbami dla żołnierzy, wartownią, stanowiskiem telegrafu, lazaretem, kuchnią z zapleczem magazynowym i piekarnią. Znajdują się tam także studnie, latryny, klatki schodowe (część koszarowa jest dwukondygancyjna).

### Przebudowy

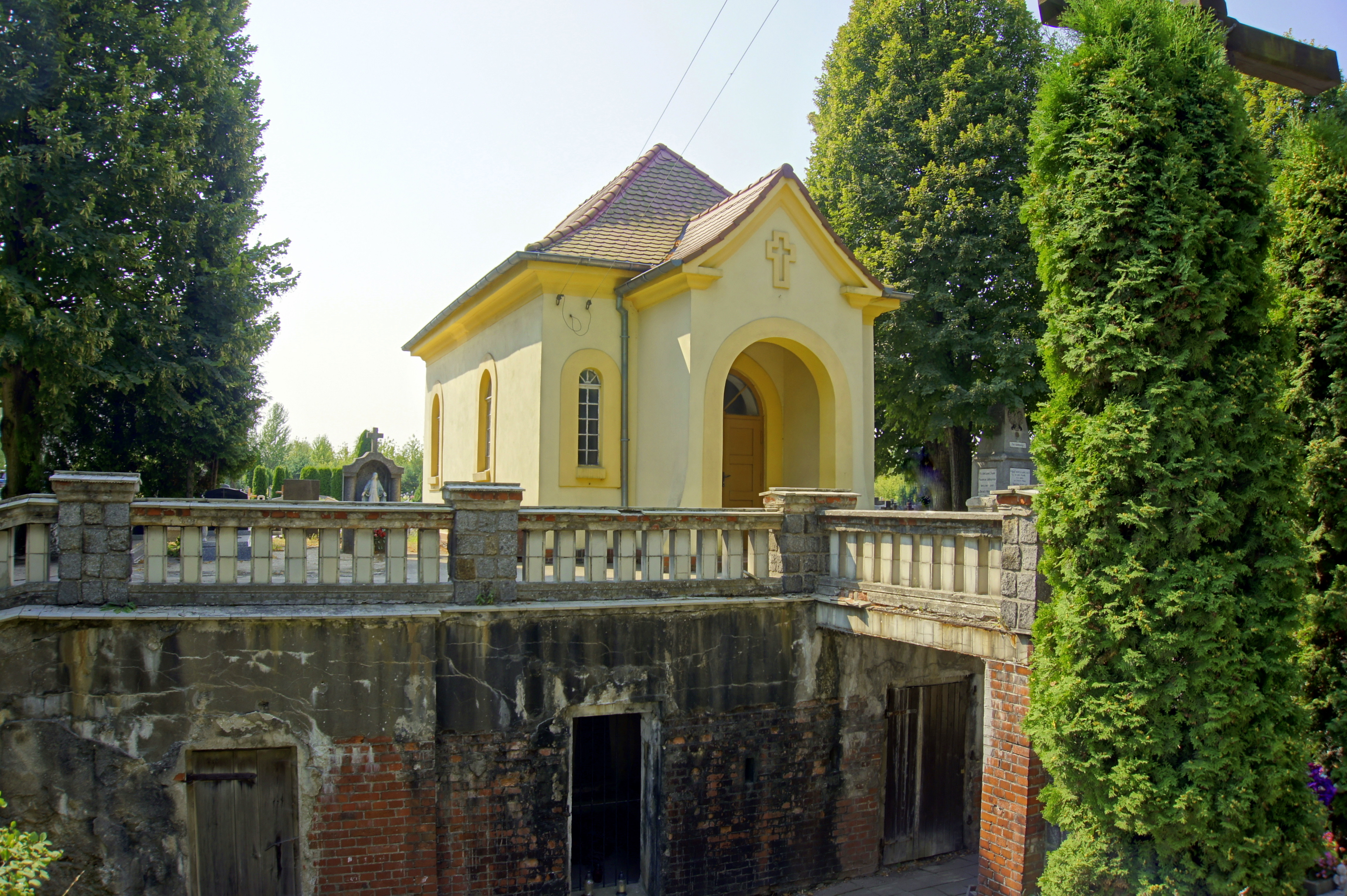
Schron z 1914 r. na którym pobudowano kaplicę cmentarną

Niewielkie przebudowy, w celu optymalnego wykorzystania obiektu, wykonano w 1885. W latach 1887–ok. 1889 fort wzmocniono, a na skrzydłach dobudowano sześciostanowiskowe baterie (ze schronami i windami amunicyjnymi). Po 1892 roku na czołowych remizach umieszczono dwa stanowiska obserwacyjne piechoty W.T.90.
Około 1914 dokonano nieznacznych modernizacji, wybudowano mały schron jednoizbowy na stoku drogi krytej przeciwskarpy, zamurowano część otworów, zamontowano stalowe płyty w strzelnicach, część wejść przebudowano na labiryntowe. Zmodernizowana została instalacja elektryczna (reflektory w kaponierach). Na skraju prawej baterii wybudowano dwa schrony 3- oraz 2-izbowe.
Wiosną 1944 fosa została zadaszona. Pozyskaną kubaturę wykorzystano jako magazyn części dla samolotów Focke-Wulf.

## Przyroda
Fort jest jednym z kilku miejsc w Polsce, w których liczebność nietoperzy przekracza 500. Na terenie fortu występują takie gatunki jak: nocek rudy (Myotis daubentonii), nocek Natterera (Myotis nattereri), mroczek późny (Eptescius serotinus), gacek brunatny (Plecotus auritus), mopek zachodni (Barbastella barbastellus), nocek duży (Myotis myotis), nocek Bechsteina (Myotis bechsteinii), nocek wąsatek (Myotis mystacinus), nocek Brandta (Myotis brandtii), nocek łydkowłosy (Myotis dasycneme), mroczek posrebrzany (Vespertillo murinus).